# Kungsäter
Kungsäter is een plaats in de gemeente Varberg in het landschap Västergötland en de provincie Hallands län. De plaats heeft 360 inwoners (2005) en een oppervlakte van 72 hectare.